# Hans Georg Schmidt von Altenstadt

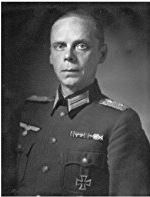
Hans Georg Schmidt von Altenstadt als Oberst im Generalstab (1944)

Hans Georg Schmidt von Altenstadt (* 21. August 1904 in Danzig-Langfuhr; † 25. Juli 1944 in Bad Tölz) war ein deutscher Generalmajor.

## Leben

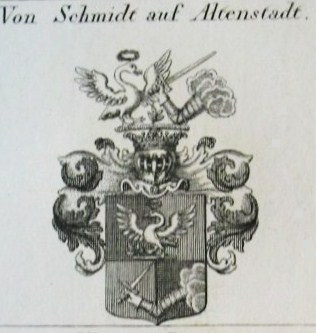
Fabricius gen Schmidt auf Altenstadt Wappen 1713

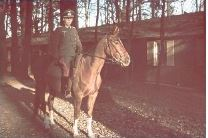
Hans Georg Schmidt von Altenstadt 1942

Schmidt von Altenstadts Vater Ulrich war als Major Adjutant bei Generalfeldmarschall von Mackensen, dem Kommandeur der Leib-Husaren-Brigade in Danzig-Langfuhr. Sein Großvater Eduard Schmidt von Altenstadt war preußischer Generalmajor. Hans Georg wuchs in Danzig und auf dem elterlichen Rittergut Medunischken im Kreis Angerapp auf. Er war mit einer Dänin verheiratet und hatte drei Kinder. Er besuchte nach dem Abitur die Kriegsschule und wurde Berufsoffizier.
1923 trat er in das 4. (Preußisches) Reiter-Regiment der Reichswehr ein. 1939 wurde er Quartiermeister des XVIII. Armeekorps. Im November 1939 trat er den Posten des Ersten Generalstabsoffiziers der 18. Infanterie-Division an. Unter Eduard Wagner, dem Generalquartiermeister im Oberkommando des Heeres, wurde er im Sommer 1940 Leiter der Abteilung Kriegsverwaltung. Auf diesem Posten verantwortete er grundlegende administrative Befehle zum Umgang mit der Zivilbevölkerung der Sowjetunion. Zugleich hatte er wichtige Koordinationsaufgaben mit den Reichsverwaltungen und den Parteistellen der NSDAP zu leisten. Im August 1943 wechselte er an die italienische Front. Dort fungierte er als Generalstabschef der Kampfverbände (→ Schlacht um Monte Cassino). Er erlitt Verletzungen bei einem Autounfall und starb im Lazarett von Bad Tölz an den Folgen einer Lungenembolie. Zum 1. Juli 1944, drei Wochen vor seinem Unfalltod, wurde er zum Generalmajor befördert.
Forscher hielten Schmidt von Altenstadt lange für einen Befürworter einer moderaten Besatzungspolitik. Verschiedentlich wird er mit Kreisen des militärischen Widerstandes in Verbindung gebracht. Bereits im September 1942 hatte er Kenntnis von Plänen von Claus Schenk Graf von Stauffenberg zur Beseitigung Hitlers. Zudem versuchte Schmidt von Altenstadt gemeinsam mit dem mit ihm befreundeten Stauffenberg, Oberbefehlshaber einzelner Heeresgruppen für einen politischen Umsturz zu gewinnen. Er selbst vertrat bereits Ende 1941 die Ansicht, dass der Umsturz nur gelingen könne, wenn man Hitler töte, statt ihn gefangen zu nehmen. Nur dann wäre der Eid gebrochen, den die Soldaten der Wehrmacht auf Hitler geschworen hatten. Den Rückhalt der Generalität für den Umsturz schätzte von Altenstadt jedoch für gering ein. Als Abteilungschef im Generalstab des Heeres konnte er die Verschwörer mit Informationen über das tatsächliche Geschehen in den besetzten Gebieten versorgen.
Als Chef der Abteilung Kriegsverwaltung war er direkt am Holocaust beteiligt, er gehörte beispielsweise zu jenen, die am 25. August 1941 das Massaker von Kamenez-Podolsk verabredeten. Die verheerende Besatzungspolitik der Wehrmacht machte er sich zunächst voll zu eigen, in weiten Teilen organisierte er sie selbst. Erst nachdem der Vormarsch der deutschen Truppen stockte, riet er zu einer gemäßigteren Haltung gegenüber nichtrussischen Bevölkerungsteilen.
Im Februar 1942 formulierte Major i. G. Schmidt von Altenstadt für das OKH Vorschläge für eine Umkehr in der Kriegspolitik. Der russische Widerstand könne unterlaufen werden, indem die Versorgungslage in der Bevölkerung verbessert würde. Ebenso sollten einheimische Verbände zum Kampf gegen den Bolschewismus aufgestellt werden. Auch das Kolchossystem sollte aufgelöst und somit Landeigentum für die Bauern möglich werden, zudem sollten die religiösen Bedürfnisse der Bevölkerung berücksichtigt werden. Ab September 1942 forderte Altenstadt von Hitler die Einstellung der Judenverfolgung.
Mit dem Generalquartiermeister Generalleutnant Eduard Wagner und Major Graf von Stauffenberg richtete Schmidt von Altenstadt Ende 1942 im Kaukasus eine politische Selbstverwaltung für die kaukasischen Völker (Georgier, Aserbaidschaner, Armenier und Weitere) ein. Mit der Garantie völliger politischer Unabhängigkeit hofften Wagner, Stauffenberg und Altenstadt, die Kaukasier für eine Zusammenarbeit zu gewinnen. Dieser Versuch der politischen Kriegsführung ist später als „kaukasisches Experiment“ bekannt geworden. In den eroberten Gebieten sollte den Völkern eine attraktive Alternative zu Stalins Sowjetsystem geboten werden.
Nachdem die Bevölkerung in den besetzten Gebieten gewonnen war, sollten einheimische Verbände für den Kampf gegen Stalins Sowjet-Regime aufgestellt werden. Altenstadts Abteilung Kriegsverwaltung und die Organisationsabteilung im Generalstab des Heeres leiteten die Aufstellung einer Armee unter dem russischen General Wlassov in die Wege. So wurden ohne Wissen Hitlers in den Jahren 1942–43 unter der Parole „Russland kann nur von Russen besiegt werden“ eine Million ehemalige Rotarmisten in Freiwilligenverbänden aufgestellt. Schmidt von Altenstadt war der Auffassung, dass die Bevölkerung Russlands auch über den Bereich der Front hinaus für den Kampf gegen Stalin mobilisiert werden könnte. Der Kampf in der Tiefe des russischen Raumes könne nur von Russen erfolgreich geführt werden.
Im Januar 1943 verfasste Oberstleutnant i. G. Schmidt von Altenstadt erneut eine Denkschrift, in der er ein Verbot der Menschenjagden und eine grundlegend bessere Behandlung russischer Arbeiter forderte, ebenso erachtete er weiterhin eine bessere Versorgung der Bevölkerung in den besetzten Gebieten mit Lebensmitteln als notwendig. Diese Denkschrift wurde auch Hitler und Propagandaminister Goebbels vorgelegt, ohne dass bei diesen ein Umdenken stattfand. Hitler soll [vor Wut] über Schmidt von Altenstadts Vorschläge geschäumt haben, als er diese vom Chef des Generalstabs des Heeres Generalfeldmarschall Wilhelm Keitel vorgetragen bekam. Weitere Offiziere und Funktionäre schlossen sich der Ansicht an, dass der Krieg nur noch mit einer Abkehr von den bisherigen Zwangs- und Kolonialmethoden zu gewinnen sei. Dies umfasste auch die Idee eines „Neuen Europa“, das die Eigenständigkeit der Völker im Osten wahren sollte.
Oberst i. G. v. Altenstadt war bis zuletzt aktiv in den Widerstand als Verbindungsmann nach Italien eingebunden. Auch dort sondierte er, um Helfer für das bevorstehende Attentat zu finden. Nach dem gescheiterten Attentat auf Hitler vom 20. Juli 1944 gingen die Propagandaabteilung und andere Dienststellen von einer unmittelbaren Beteiligung Schmidt von Altenstadts am Aufstandsversuch aus. Am folgenden Tag wurde das Gut Medunischken der Familie in Ostpreußen durchsucht und der Vater Schmidt von Altenstadts zwei Tage lang von der Gestapo verhört. Zeitzeugen gehen davon aus, dass Generalmajor Hans-Georg Schmidt von Altenstadt nur durch seinen Tod im Lazarett am 25. Juli 1944 dem Schicksal der anderen 200 an der Verschwörung des 20. Juli 1944 beteiligten Personen entging. Er befand sich im Lazarett wegen eines Autounfalls in Italien; einige Autoren sprachen in diesem Zusammenhang von einem Freitod Altenstadts. Hans Georg Schmidt von Altenstadts Witwe heiratete nach Kriegsende den General a. D. Gerhard Feyerabend.

## Militärische Biografie
Diensteintrittsdatum : 1. April 1923   
Truppenteile lt. Meldungen :  
- 1. Mai 1927 6. Eskadron / 4. Preußisches Reiterregiment
- 1. Mai 1928  1. Mai 1929 2. Eskadron / 4. Preußisches Reiterregiment
- 1. Mai 1931  1. Mai 1932 1. Eskadron / 4. Preußisches Reiterregiment
- 3. Jan. 1939  5. Nov. 1939 Generalstab XVIII Armeekorps Salzburg
- 10. Juli 1940 Stab 18. Infanteriedivision
- 6. Okt. 1943  20. Jan. 1944  Generalkommando LI. Gebirgskorps
- 22. Jan. 1944  25. Juli 1944 Generalkommando XIV. Panzerkorps

Lazarettaufenthalte:
- 18. Juni 1944  Reserve-Lazarett Tegernsee,  Teillazarett Schwaighof
- 13. Juli 1944  Reservelazarett Bad Tölz
- 25. Juli 1944  verstorben in Res.-Lazarett Bad Tölz

Dienstgrade und Beförderungen:
- 1. Aug. 1924 Gefreiter
- 1. Nov. 1924 Unteroffizier
- 1. Okt. 1925 Fähnrich
- 1. Aug. 1926 Oberfähnrich
- 1. Dez. 1926 Leutnant
- 1. Feb. 1929  Oberleutnant
- 1. Nov. 1934 Hauptmann
- 1. Juni 1940 Major i. G.
- 2. März 1942 Oberstleutnant i. G.
- 6. Okt. 1943 Oberst i. G.
- 1. Juli 1944 Generalmajor

Orden und Ehrenzeichen:  
- 29. Sep. 1939 Eisernes Kreuz II. Klasse
- 18. Mai 1940 Eisernes Kreuz I. Klasse
- 8. Mai 1944 Deutsches Kreuz in Gold

Fronteinsätze:  
- September 1939–November 1939   Polen als Quartiermeister XVIII. Armeekorps
- November 1939–Juli 1940    Westfront als 1. Generalstabsoffizier 18. Division
- Oktober 1942–November 1942  Ostfront als Regimentsführer 82. Division
- August 1943–Januar 1944    Italien als Chef des Generalstabes LI Gebirgs-Armeekorps
- Januar  1944–Juni 1944 Italien als Chef des Generalstabes XIV. Panzerkorps

Einsatz ohne Kampfhandlung:  
- Juli 1940–Juni 1943 Abteilungschef im Generalstab des Heeres[37]